# Museo diocesano (Monreale)

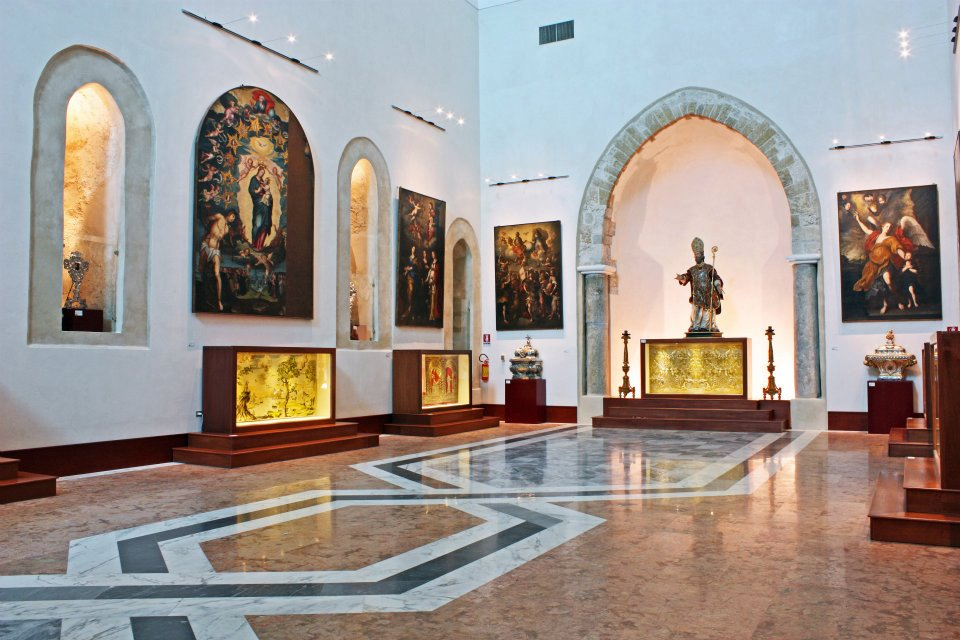
Sala di San Placido.

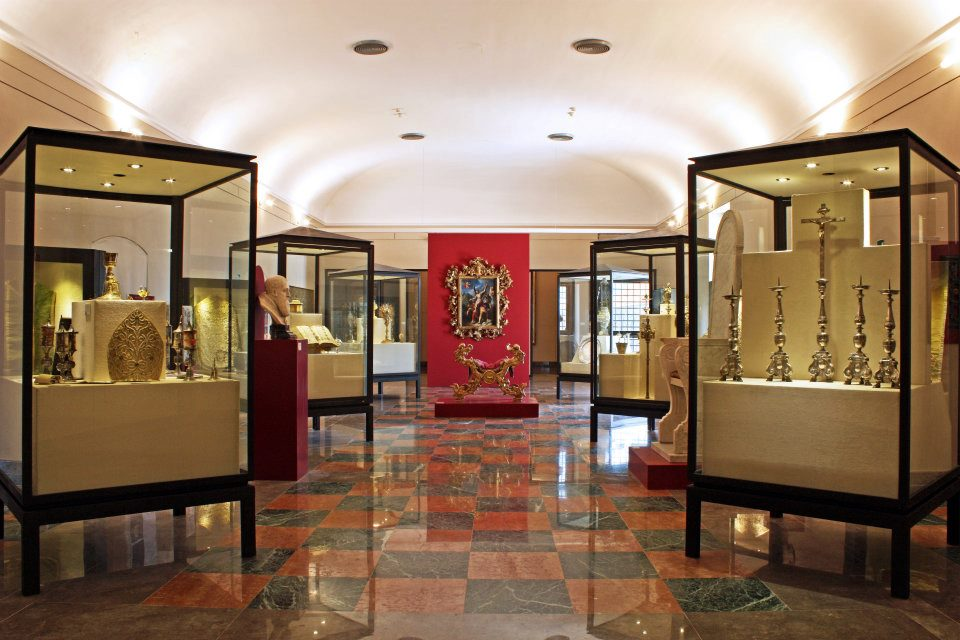
Sala dei Vescovi.

Il museo diocesano di Monreale è un museo diocesano che si trova a Monreale, in provincia di Palermo.
È stato inaugurato il 13 aprile 2011 dall'arcivescovo Salvatore Di Cristina.  Distribuito su tre livelli nel Palazzo Arcivescovile, si è aperto dopo dei lavori della Soprintendenza ai Beni Culturali e Ambientali di Palermo, effettuali con fondi regionali, mentre l'ordinamento delle opere è stato curato dalla Prof.ssa Maria Concetta Di Natale, docente di Museologia all'Università di Palermo. I restauri, promossi da Mons. S. Di Cristina, sono stati curati dal Prof. Gaetano Correnti.
Attualmente è diretto dalla Prof.ssa Maria Concetta Di Natale e dal Direttore aggiunto, Dott.ssa Lisa Sciortino.

## Le sale espositive
Il museo è distribuito su tre livelli nel palazzo arcivescovile. L'itinerario si snoda attraverso gli ambienti espositivi: Cappella Neoclassica, Cappella Roano, Ingresso al Museo, Sala di San Placido, Sala Normanna, Sala del Rinascimento, Sala Etnoantropologica, Sala Renda Pitti, Saletta della portantina, Sala dei Vescovi. Tipologie e opere d'artisti famosi.

### Cappella Neoclassica
- XVIII secolo, Paliotto con raffigurazione di scene della Resurrezione di Cristo, opera attribuita a Gaspare Firriolo proveniente dall'abbazia di Santa Maria del Bosco di Calatamauro di Contessa Entellina.
- 1787, Cristo alla colonna, statua lignea, opera autografa dello scultore palermitano Girolamo Bagnasco.
- XVIII secolo, Addolorata, olio su tela, opera realizzata da Vito D'Anna, proveniente dalla chiesa di Maria Santissima Addolorata di Monreale.
- 1843, Cena in Emmaus, dipinto commissionato a Giuseppe Patania per ornare il refettorio del monastero dell'Ordine benedettino di Monreale.
- XIX secolo, Madonna col Bambino e San Giovannino, dipinto realizzato da Annetta Turrisi Colonna, opera proveniente dall'Albergo dei Poveri di Monreale.

### Cappella Roano
L'ambiente legato alla committenza vescovile, è ubicato all'interno del duomo, ospita arredi liturgici, preziosi capolavori dell'arte orafa siciliana e manufatti architettonici nel loro luogo originario.
- Cappella del Santissimo Crocifisso altrimenti nomata Cappella Roano per via del vescovo che la commissionò: Giovanni Roano e Corrionero.[2]

### Ingresso al Museo
L'ingresso ospita l'esposizione di frammenti lapidei e manufatti marmorei di varia produzione provenienti da diverse parti dell'arcidiocesi di Monreale. 
- XVII secolo, Madonna col Bambino tra San Placido e il Cardinale Alessandro Farnese, affresco, opera attribuita ad Antonino Spatafora.

### Sala di San Placido
La Sala di San Placido, a piano terra e con apertura sul chiostro benedettino, ospita le grandi pale d'altare e l'arazzo raffigurante la Vergine che appare in sogno a re Guglielmo II. Alle pareti sono teche, simulanti altari laterali, spazi museali per l'esposizione di pregiati paliotti. 
- 1590, Madonna dell'Itria, olio su tavola, opera eseguita da Giuseppe d'Alvino proveniente dalla chiesa di Maria Santissima Odigitria.
- XVI secolo, Madonna di Monserrato raffigurata tra Sant'Anna e San Gioacchino, olio su tela, opera attribuita a Melchiorre Barresi.
- 1612, Madonna dello stellario ritratta con San Sebastiano e Sant'Agata, dipinto commissionato da Don Tommaso La Manna, Tommaso Barone e Geronimo Azzolino a Orazio Ferraro, opera proveniente dalla chiesa del Monte di Pietà di Monreale.
- 1640, Angelo Custode, olio su tela, opera commissionata a Pietro Novelli dalla Congregazione dei maestri Mercieri per la chiesa di Maria Santissima degli Agonizzanti, documentata nella prima cappella sinistra della chiesa di Santa Maria all'Orto[4] dal 1685.
- XVII secolo, Processione di San Carlo Borromeo, olio su tela, attribuzione a Pietro Novelli, opera proveniente dalla chiesa di San Vito.
- 1768 - 1769, Madonna che appare in sogno a Guglielmo II, pala d'altare, opera di Gioacchino Martorana proveniente dal Seminario arcivescovile.
- XVIII secolo, Madonna tra i Santi Pietro, Carlo Borromeo e Filippo Neri, pala d'altare, opera di Gioacchino Martorana proveniente dal Seminario arcivescovile.

### Sala Normanna
L'ambiente ubicato al primo piano con vista sulla Conca d'Oro ospita le opere più antiche del percorso museale comprendenti dipinti e suppellettili liturgiche dell'epoca, offrendo una straordinaria veduta dell'apparato musivo della cattedrale.

### Sala del Rinascimento
L'ambiente ubicato al primo piano con vista sulla Conca d'Oro espone opere del XV - XVI secolo tra cui la Madonna col Bambino attribuita ad Andrea Della Robbia, contestualmente offre ai visitatori una veduta ravvicinata delle absidi esterne del duomo di Monreale.
- XVI secolo, San Girolamo penitente, scultura attribuita ad Antonello Gagini proveniente dalla cattedrale.
- Flagellazione e la Caduta di Cristo sotto la Croce, manufatti marmorei, opere di scultore siciliano del terzo quarto del XVIII secolo. Il ciclo decorativo complessivo contava nove episodi della Passione di Cristo proveniente dalla Cappella della Passione.

### Sala Etnoantropologica
L'ambiente custodisce raggruppa opere di carattere devozionale come ceroplastica, reliquie e santini.

### Sala Renda Pitti
L'esposizione della collezione Salvatore Renda Pitti fornisce un chiaro esempio di collezionismo privato che, attraverso la donazione, passa alla fruizione pubblica. L'ambiente custodisce collezioni di dipinti, maioliche, suppellettili sacre d'argento, reliquie e reliquiari, incisioni, bisquit, orologi di diverse forme e materiali, ceroplastica, manufatti in avorio, alabastro, tartaruga, lapislazzuli, madreperla a tema religioso.

### Saletta della portantina
L'ambiente custodisce manufatti tessili, reliquiari a busto e la portantina.

### Sala dei Vescovi
Al secondo piano, la sala dei vescovi espone paramenti, suppellettili liturgiche, codici miniati, argenterie, oreficerie, avori e arredamenti sacri commissionati dagli arcivescovi nel corso dei secoli e regala al visitatore una singolare veduta dall'alto del chiostro.

### Altre opere
- XV secolo, Madonna col Bambino, medaglione in terracotta invetriata, opera di Andrea della Robbia proveniente dall'Abbazia di Santa Maria del Bosco di Calatamauro.
- XVIII secolo, Madonna degli Agonizzanti, dipinto proveniente dalla chiesa di Maria Santissima degli Agonizzanti, opera attribuita ai fratelli Manno.
- 1616c., Madonna delle Grazie, olio su ardesia, opera proveniente dalla collezione Renda Pitti di Palermo realizzata da Pietro Antonio Novelli.
- 1838, Arcivescovo Domenico Benedetto Balsamo, olio su tela, 1838, opera di Giuseppe Patania proveniente dall'Albergo dei Poveri di Monreale.
- XIX secolo, San Nicola, olio su tela, attribuzione a Giuseppe Patania, opera proveniente dall'Albergo dei Poveri di Mnreale.
- XIX secolo prima metà, Gesù Bambino, legno policromo, attribuzione a Rosario Bagnasco, opera proveniente dalla collezione Renda Pitti di Palermo.